# Rừng rậm

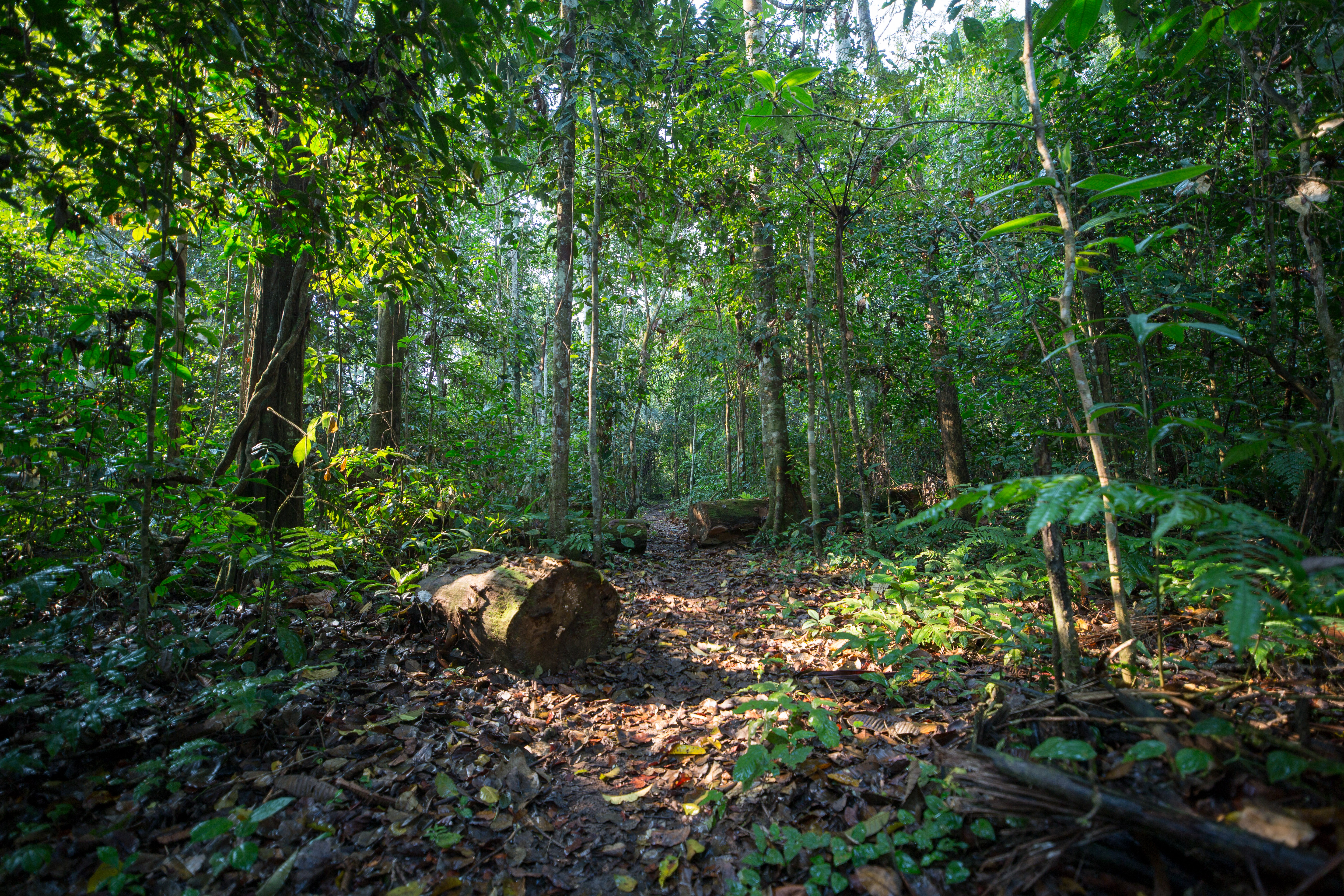
Quang cảnh rừng rậm

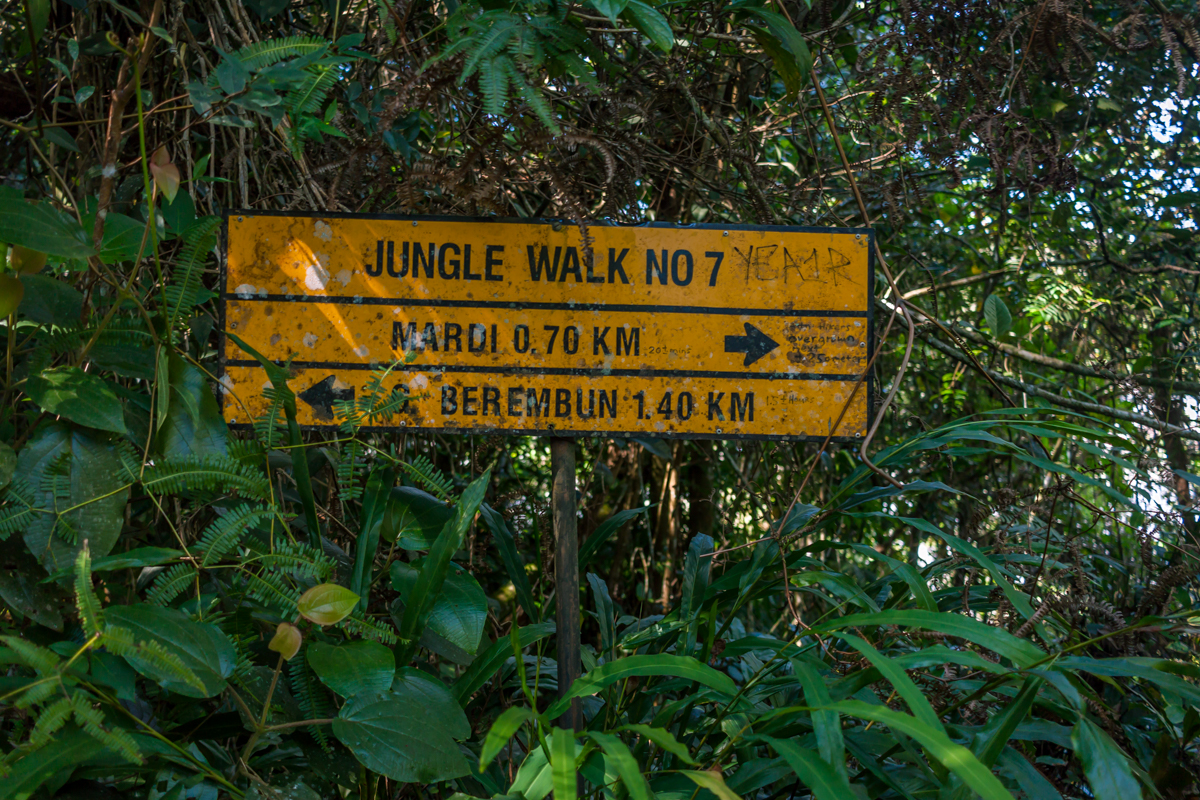
Bảng chỉ dẫn trong rừng rậm

Rừng rậm (Jungle) là vùng rừng đất được bao phủ bởi rừng rậm và thảm thực vật chằng chịt, thường ở vùng khí hậu nhiệt đới. Ứng dụng của thuật ngữ đã thay đổi rất nhiều trong những thế kỷ gần đây. Trước những năm 1970, rừng mưa nhiệt đới (rainforest) thường được gọi là rừng rậm, nhưng thuật ngữ này đã không còn được sử dụng. Rừng rậm trong văn học phương Tây thường đại diện cho một nơi nhiều bí ẩn cần khám phá nằm bên ngoài sự kiểm soát của nền văn minh, theo đó rừng rậm thường được mô tả là nơi bí hiểm, gắn với các loài thú vật nguy hiểm và các bộ lạc bí ẩn. Các bối cảnh rừng rậm được biết đến phổ biến là rừng rậm châu Phi (rừng rậm Congo), rừng rậm Nam Mỹ (rừng rậm Amazon) và rừng già Ấn Độ.
Rừng rậm xuất hiện trên tất cả các vùng đất sinh sống và có thể kết hợp nhiều kiểu thảm thực vật và đất, động vật hoang dã của rừng không thể được xác định, và bao gồm các hệ sinh vật của các loại đất cấu thành và khu vực. Một trong những ý nghĩa phổ biến nhất của rừng rậm là đất phát triển quá mức với thảm thực vật chằng chịt ở mặt đất, đặc biệt là ở các vùng nhiệt đới. Thảm thực vật thường như vậy là đủ dày đặc cản trở việc di chuyển của con người, đòi hỏi du khách dùng dao phát quang những cây cỏ ở những chặng đường khi họ đi qua. Bởi vì rừng rậm xuất hiện trên tất cả các vùng đất có người sinh sống và có thể kết hợp nhiều loại thực vật và đất ở các vùng khí hậu khác nhau, đời sống hoang dã của rừng không thể được xác định một cách đơn giản.

## Ngữ nguyên học
Từ rừng rậm bắt nguồn từ từ tiếng Phạn juṅgala (tiếng Phạn: जङ्गल), có nghĩa là thô ráp và khô cằn. Nó được đưa vào ngôn ngữ tiếng Anh thông qua tiếng Hindi vào thế kỷ 18. Jāṅgala cũng đã được phiên âm khác nhau trong tiếng Anh như jangal, jangla, jungal, và juṅgala. Mặc dù từ tiếng Phạn dùng để chỉ vùng đất khô, người ta cho rằng cách diễn giải Anh-Ấn đã dẫn đến nội hàm của nó là "bụi cây lộn xộn " trong khi những người khác lập luận rằng một từ ghép trong tiếng Urdu đã dùng để chỉ rừng. Thuật ngữ này phổ biến trong nhiều ngôn ngữ của tiểu lục địa Ấn Độ và Cao nguyên Iran, nơi nó thường được sử dụng để chỉ sự phát triển của thực vật thay thế rừng nguyên sinh hoặc thảm thực vật nhiệt đới rậm rạp xâm chiếm những khu vực bị bỏ hoang.

## Cách sử dụng

### Thực vật rậm rạp

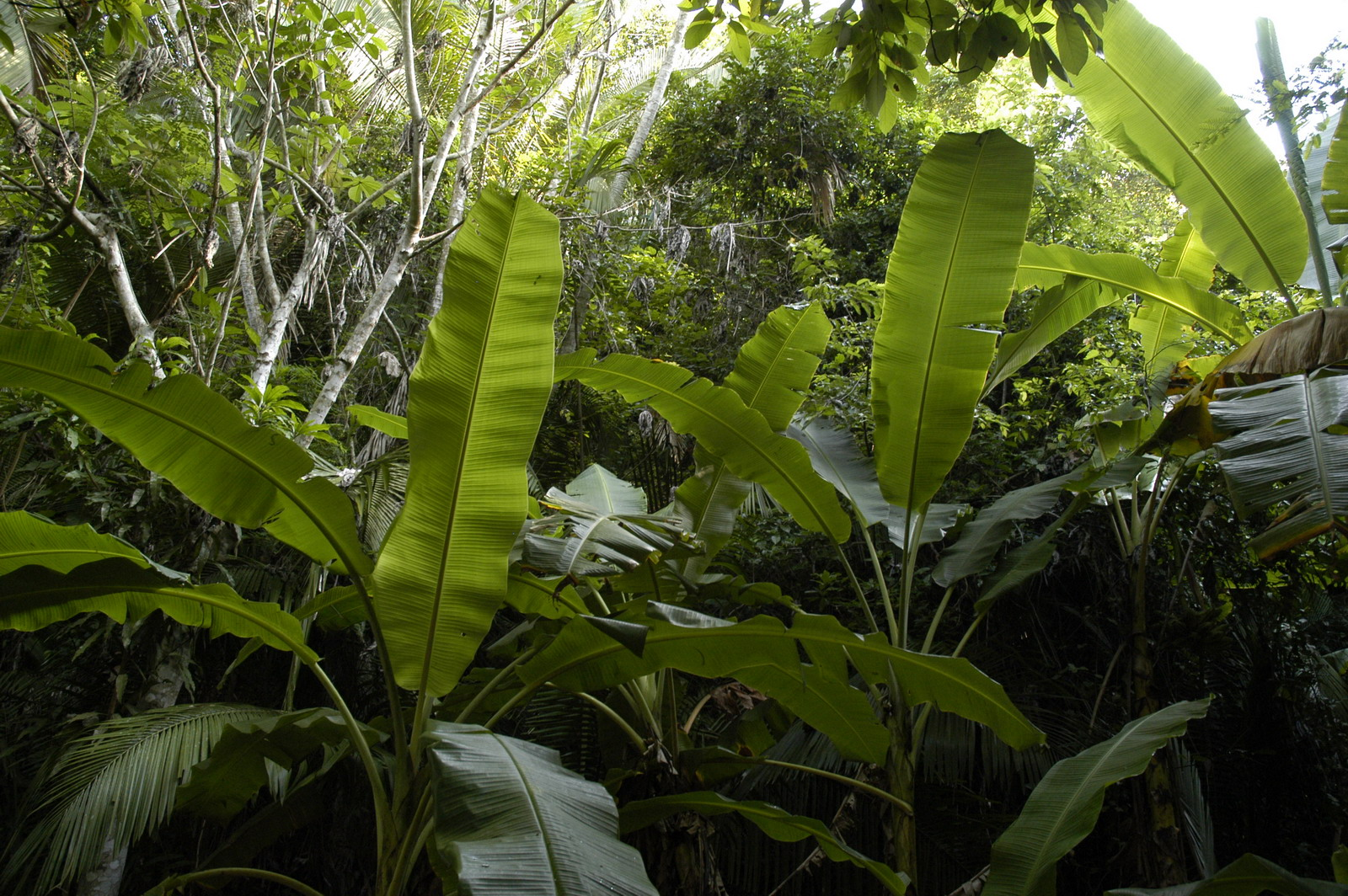
Một góc rừng rậm điển hình

Một trong những ý nghĩa phổ biến nhất của rừng rậm là vùng đất mọc um tùm với thảm thực vật chằng chịt ở mặt đất, đặc biệt là ở vùng nhiệt đới. Thông thường, thảm thực vật như vậy đủ dày đặc để cản trở sự di chuyển của con người, đòi hỏi du khách phải đi qua. Định nghĩa này đưa ra sự phân biệt giữa rừng nhiệt đới và rừng rậm, vì rừng mưa nhiệt đới thường có các vị trí không có thảm thực vật do thiếu ánh sáng mặt trời và do đó tương đối dễ đi qua. Rừng có thể tồn tại bên trong hoặc ở biên giới của rừng nhiệt đới ở những khu vực mà rừng nhiệt đới đã được mở ra do tác động của tự nhiên như bão, hoặc thông qua hoạt động của con người như khai thác gỗ.
Thảm thực vật liên tiếp mọc lên sau sự xáo trộn như vậy của rừng nhiệt đới là rậm rạp và chằng chịt và là một kiểu rừng rậm "điển hình". Rừng rậm cũng thường hình thành dọc theo rìa rừng nhiệt đới chẳng hạn như bờ suối, một lần nữa do ánh sáng sẵn có lớn hơn ở mặt đất. Rừng gió mùa và rừng ngập mặn thường được gọi là rừng rậm kiểu này. Có tán che rộng hơn rừng nhiệt đới, rừng gió mùa thường có tầng dưới dày đặc với nhiều dây leo và cây bụi gây khó khăn cho việc di chuyển, trong khi rễ chống và tán thấp của rừng ngập mặn cũng gây khó khăn tương tự.

### Một khu rừng mưa
Bởi vì ban đầu các nhà thám hiểm châu Âu đi qua các khu rừng mưa nhiệt đới phần lớn bằng đường sông, thảm thực vật rậm rạp chằng chịt dọc theo các bờ suối đã gây ấn tượng sai lệch rằng tình trạng rừng rậm như vậy tồn tại trong toàn bộ khu rừng. Kết quả là, người ta đã lầm tưởng rằng toàn bộ khu rừng là rừng rậm bất khả xâm phạm. Điều này dường như đã làm phát sinh cách sử dụng rừng phổ biến thứ hai như hầu như bất kỳ khu rừng nhiệt đới ẩm nào. Jungle trong bối cảnh này đặc biệt gắn liền với rừng mưa nhiệt đới, nhưng có thể mở rộng đến rừng mây, rừng mưa ôn đới và rừng ngập mặn mà không liên quan đến cấu trúc thảm thực vật hoặc sự dễ dàng đi lại.
Từ "rừng nhiệt đới" đã thay thế phần lớn "rừng rậm" như là mô tả của các khu rừng nhiệt đới ẩm, một sự chuyển đổi ngôn ngữ đã xảy ra từ những năm 1970. Bản thân "Rainforest" không xuất hiện trong từ điển tiếng Anh trước những năm 1970. Từ "Jungle" (rừng rậm) chiếm hơn 80% các thuật ngữ dùng để chỉ rừng nhiệt đới trên các phương tiện truyền thông trước những năm 1970; kể từ đó nó dần được thay thế bằng "rừng nhiệt đới", mặc dù "rừng rậm" vẫn được sử dụng phổ biến khi đề cập đến rừng mưa nhiệt đới.

### Một phép ẩn dụ

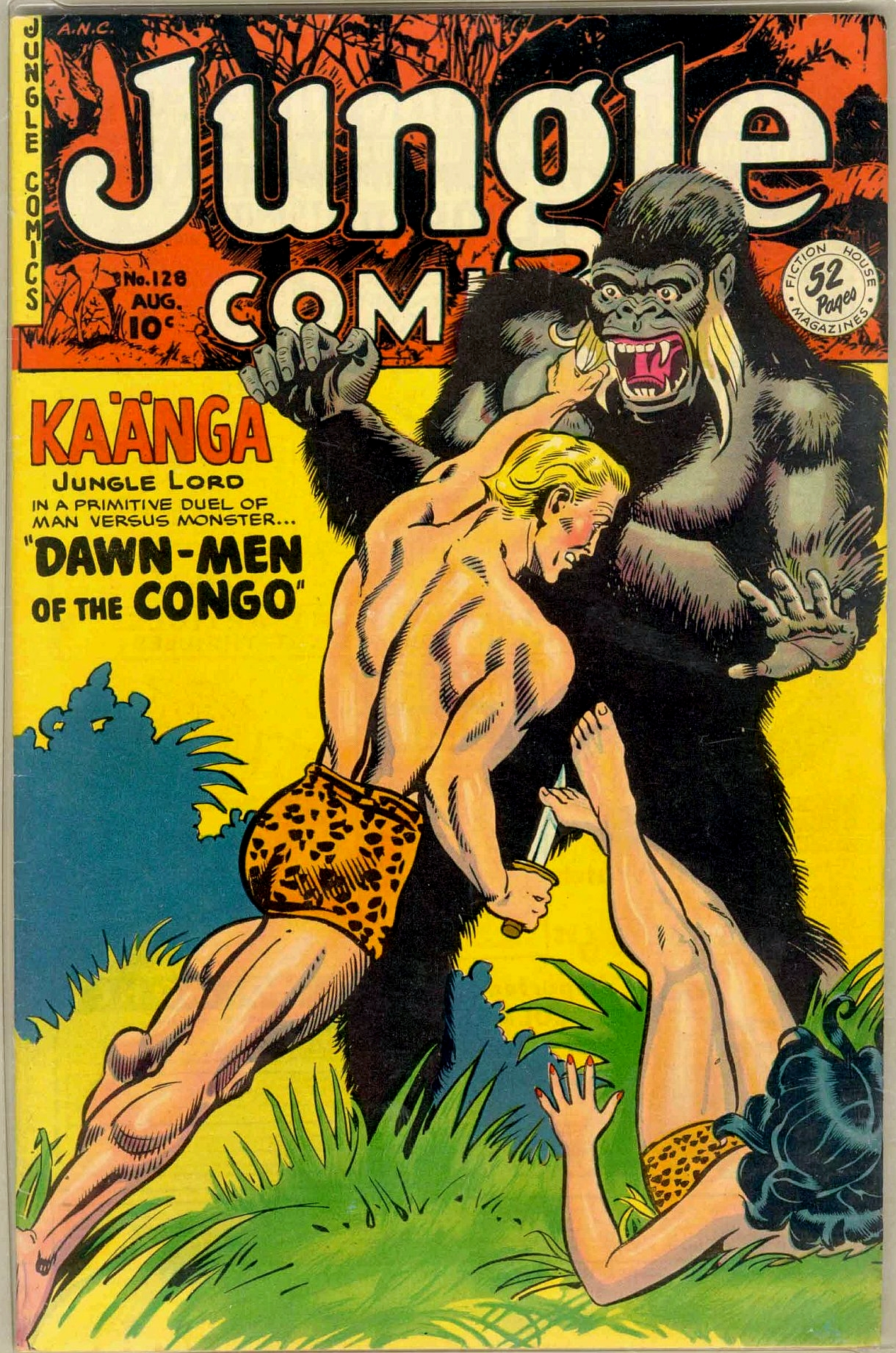
Một bộ truyện tranh về rừng rậm

Như một phép ẩn dụ, rừng rậm thường dùng để chỉ những tình huống ngang ngược hoặc vô luật pháp, hoặc nơi luật duy nhất được coi là "sự sống còn của những người khỏe mạnh nhất". Điều này phản ánh quan điểm của "người thành phố" rằng rừng là những nơi như vậy. Upton Sinclair đã đặt tựa đề The Jungle (1906) cho cuốn sách nổi tiếng của ông về cuộc sống của những người lao động tại Chicago Stockyards, miêu tả những người lao động bị bóc lột không thương tiếc mà không hề trông cậy vào luật pháp hoặc bất kì sự hợp pháp nào khác.
Thuật ngữ "The Law of the Jungle" cũng được sử dụng trong bối cảnh tương tự, được rút ra từ The Jungle Book (1894) của Rudyard Kipling - mặc dù trong xã hội của các loài động vật trong rừng được miêu tả trong cuốn sách và rõ ràng điều đó có nghĩa là một phép ẩn dụ cho xã hội loài người, cụm từ ám chỉ một bộ luật phức tạp mà Kipling mô tả chi tiết, và hoàn toàn không phải là một sự hỗn loạn vô pháp, vô luân.
Bản thân từ "rừng rậm" đã mang hàm ý về bản chất không được thuần hóa, không thể kiểm soát và sự cô lập khỏi nền văn minh, cùng với những cảm xúc gợi lên: mối đe dọa, bối rối, bất lực, mất phương hướng và bất động. Việc thay đổi từ "rừng rậm" sang "rừng nhiệt đới" như một thuật ngữ được ưa thích để mô tả các khu rừng nhiệt đới đã là một sự đáp ứng đối với nhận thức ngày càng gia tăng về những khu rừng này như là những nơi mong manh và tâm linh, một quan điểm không phù hợp với ý nghĩa đen tối của "rừng rậm".
Các học giả văn hóa, đặc biệt là các nhà phê bình thời hậu thuộc địa, thường phân tích rừng rậm trong khái niệm thống trị theo thứ bậc và nhu cầu của các nền văn hóa phương Tây thường đặt lên các nền văn hóa khác để phù hợp với các tiêu chuẩn văn minh của họ. Ví dụ: Edward Said lưu ý rằng Tarzan do Johnny Weissmuller miêu tả là một cư dân của khu rừng đại diện cho sự man rợ, chưa thuần hóa và hoang dã, nhưng vẫn là một bậc thầy da trắng của nó; và trong bài tiểu luận của anh ấy "An Image of Africa" về Trái tim của bóng tối (The heart of Darkness), tiểu thuyết gia người Nigeria và nhà lý thuyết Chinua Achebe (cũng là người Nigeria) ghi nhận cách rừng rậm và châu Phi trở thành nguồn cám dỗ cho các nhân vật châu Âu da trắng như Marlowe và Kurtz. 
Cựu Thủ tướng Israel Ehud Barak đã so sánh Israel với "một biệt thự trong rừng rậm" như một sự so sánh thường được trích dẫn trong các cuộc tranh luận chính trị của Israel. Các nhà phê bình của Barak thuộc phe chống đối lại chính trị Israel đã chỉ trích mạnh mẽ sự so sánh này. Ví dụ, Uri Avnery cáo buộc rằng việc so sánh Israel "văn minh" với "biệt thự" và các nước láng giềng Ả Rập của Israel với "thú dữ" của "rừng rậm" có xu hướng đổ lỗi cho sự thiếu hòa khí và thiện chí cho phía người Ả Rập và Palestine "hoang dã", và né tránh trách nhiệm của Israel trong việc khơi mào ra các cuộc xung đột.